# Museu Reina Sofia
El Museu Nacional Centre d'Art Reina Sofia (MNCARS) (en castellà: Museo Nacional Centro de Arte Reina Sofía, MNCARS), més conegut com a Museu Reina Sofia, és el museu nacional espanyol d'art del segle xx i contemporani, amb seu a Madrid. Fou inaugurat oficialment el 10 de setembre de 1992 i el seu nom és en honor de la Reina Sofia d'Espanya. És un organisme autònom depenent del Ministeri de Cultura. Està a Madrid, a la zona de l'Estació de Madrid - Puerta de Atocha, dins de la zona coneguda com a “Triangle d'Or de l'Art ”(que inclou el Museu del Prado, el Museu Thyssen-Bornemisza i el CaixaForum Madrid).
El museu té excel·lents col·leccions de Pablo Picasso i Salvador Dalí. L'obra més coneguda del museu és el Guernica. També hi ha obres de Hermen Anglada Camarasa, Juan Gris, Josep Mompou, Joan Miró, Julio González, Eduardo Chillida, Pablo Palazuelo, Antoni Tàpies, Pablo Gargallo, Lucio Muñoz, Luis Gordillo, Jorge Oteiza, Ouka Lele i José Luis Gutiérrez Solana, entre d'altres. També té una biblioteca d'accés lliure especialitzada en art, amb més de 100.000 llibres, 3.500 gravacions sonores i prop de 1.000 vídeos. Recentment, acull puntualment presentacions d'arts vives.
L'edifici central del museu era l'antic Hospital de San Carlos, construït sota la direcció de José de Hermosilla i posteriorment de Francesco Sabatini, a l'acabament del segle xviii. A partir de 1980 s'hi van fer renovacions i ampliacions extenses. El 1988 parts del nou museu es van obrir al públic, principalment en exposicions temporals. Aquest mateix any un decret el declarava Museu Nacional. El desembre del 2001 s'inicià una gran ampliació dissenyada per l'arquitecte francès Jean Nouvel, inaugurada el 26 de setembre de 2005. El seu director actual és Manuel Borja-Villel, antic director del MACBA de Barcelona.
El nombre de visitants ha anat augmentant progressivament fins a convertir-se en el museu més visitat d'Espanya i un dels més visitats del món. Aquestes dades i l'activa política d'adquisicions l'han situat en una posició privilegiada entre els museus internacionals d'art contemporani. Segons The Art Newspaper, basant-se en dades facilitades pels mateixos museus, el nombre de visites al 2016 va ser de 3.646.598, un rècord històric, situant el Reina Sofia com el museu d'art més visitat a Espanya i l'onzè a nivell mundial, aconseguint superar el MoMA i el Prado.

## Història

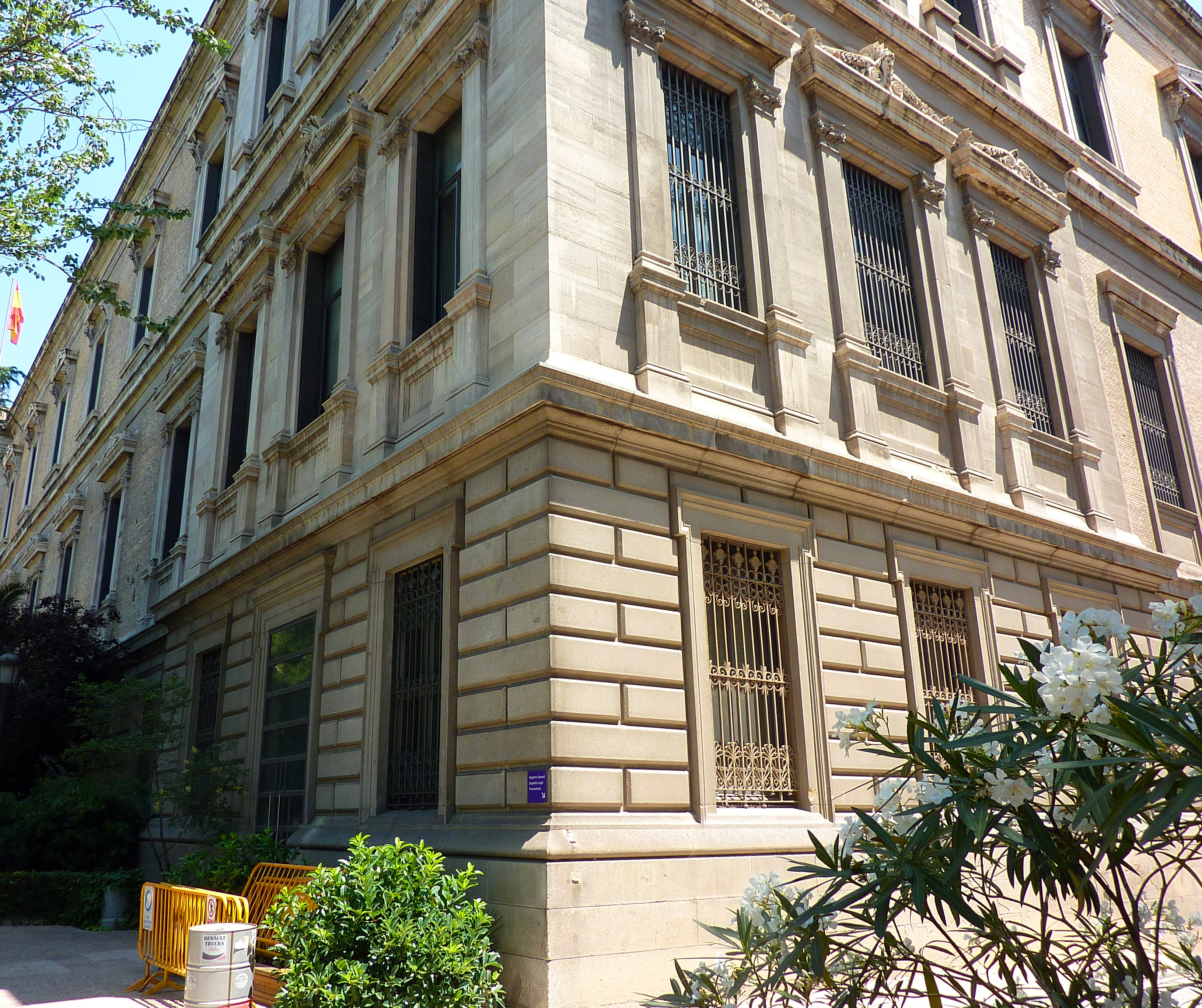
Zona del Palacio de Biblioteca y Museos Nacionales on es trobava el Museo de Arte Moderno.

Els orígens del MNCARS es remunten al Museu d'Art Modern (MAM), una institució creada el 1894 i inaugurada quatre anys més tard, que s'ubicava a l'angle sud-oest del Palau de la Biblioteca i Museus Nacionals. Va arrencar amb les obres dels artistes del segle xix posteriors a Goya, tot i que al llarg dels anys es van incorporar noves peces. Una bona part d'aquestes peces eren pintures del segle xx que van anar agafant un protagonisme més gran en la col·lecció i relegant simultàniament les obres vuitcentistes, les quals es va veure cada vegada més com un llast per a la imatge de modernitat que es volia donar del museu. D'aquesta manera, un grup d'artistes, encapçalats per l'arquitecte José Luis Fernández del Amo, va aconseguir que mitjançant el Decret del 9 d'octubre de 1951 el Museu d'Art Modern fos dividit en dos: el Museu Nacional d'Art del Segle XIX i el Museu Nacional d'Art Contemporani, sense variar la ubicació. El Museu d'Art Contemporani es va quedar amb la planta baixa de la seu i el del segle xix amb la part alta.
Fernández del Amo va ser-ne el primer director, càrrec en el qual va romandre fins al 1958. Tot i això, les dos col·leccions van ser reunificades al 1968, constituint-se d'aquesta manera el Museu Espanyol d'Art Contemporani (MEAC). Aquesta unificació va ser efímera, ja que per Ordre Ministerial del 5 de febrer de 1971 es va crear la "Secció d'Art del Segle XIX" del Museu del Prado, fet que va suposar el traspàs de les obres del segle xix a aquest museu, mentre que les peces del segle xx van romandre al MEAC fins a la dissolució d'aquest i la seva integració al Reina Sofia.
Posteriorment, la col·lecció es va traslladar a la seva nova seu a la Ciutat Universitària de Madrid. Al primer quadrimestre del 1991, la totalitat de les obres que es trobava allí, 8.900, van ser traslladades a l'edifici del MNCARS. La planta baixa de l'edifici de la Ciutat Universitària va passar a estar adscrita al Centre Nacional d'Exposicions, dirigit per Carmen Giménez Martín, i la resta al Museu del Poble Espanyol, integrat des de 1993 al Museu Nacional d'Antropologia. Des de 2004, després d'una rehabilitació, tot l'immoble serveix de seu del Museu del Vestit.

## El museu
Instal·lat a l'edifici Sabatini, antic Hospital General de Madrid, que va ser rehabilitat per Antonio Fernández Alba, José Luis Íñiguez de Onzoño i Antonio Vázquez de Castro, el museu va ser inaugurat oficialment el 26 de maig de 1986 com a Centre d'Art Reina Sofia, en honor de la Reina Sofia d'Espanya.
El seu objectiu inicial era albergar exposicions temporals (d'aquí la seva denominació de centre i no de museu), però dos anys més tard es va convertir en museu estatal, mitjançant el Reial Decret 535/1988, de 27 de maig, i va prendre el nom de Museu Nacional Centre d'Art Reina Sofia. Va obrir les portes al públic el 10 de setembre de 1992 amb un fons artístic procedent del MEAC. El seu nou estatus com a museu nacional va portar una polític molt activa de compres i préstecs, amb la finalitat d'oferir un reprertori sòlid d'art espanyol en connexió amb corrents internacionals.
La institució és un organisme autònom dependent del Ministeri d'Educació, Cultura i Esports. L'any 2013 es va aprovar l'estatut propi del museu.
La necessitat de disposar de més espais va portar a construir un nou edifici el 2001, la construcció del qual va anar a càrrec de Jean Nouvel. L'ampliació va ser inaugurada el setembre de 2005. Els nous espais van suposar un augment de més d'un 60% en comparació amb la superfície de l'edifici antic: de 51.297 m² a 84.048 m².
El Museu Reina Sofia es divideix, per tant, en dos edificis anomenats Sabatini i Nouvel, més dos seus expositives al Parc del Retiro: el Palau de Cristall i el Palau de Velázquez, els dos construïts per l'arquitecte espanyol Ricardo Velázquez Bosco. Aquestes dos últimes seus albergues exposicions temporals o presentacions especials d'artistes o obres de la col·lecció del museu.

## Directors
- 1990 - 1990 - Tomás Llorens
- 1990 - 1994 - María de Corral
- 1994 - 2000 - José Guirao
- 2000 - 2004 - Juan Manuel Bonet
- 2004 - 2007 - Ana Martínez de Aguilar
- 2007 - actualment - Manuel Borja-Villel[12]

## Obres destacades
- El Guernica, de Picasso
- Cargol, dona, flor i estrella de Joan Miró
- Un món, d'Ángeles Santos

## Exposicions temporals
El Museu ha donat un protagonisme essencial a les exposicions temporals al llarg de la seva història, com exposicions de referència com París pese a todo: Artistas extranjeros (1944-1968), comissariada per Serge Guilbaut; Atlas: cómo llevar el mundo a cuestas, comissariada per Georges Didi-Huberman; Los Esquizos de Madrid, comissariada per Ivan L. Munuera; o Manhattan Uso Mixto, comissariada per Douglas Crimp.
Al principi de ser museu i centre d'art, quan la col·lecció permanent encara no estava del tot perfilada, les exposicions eren un complement fonamental, ja que acollien a artistes o tendències que estaven escassament o nul·lament representats. Amb el pas del temps s'han celebrat importants antològiques que completen o complementen el que ja existeix al museu. D'aquesta manera, han estat força importants les dedicades a Antonio López el 1993, a Picasso l'any 2006 o a Dalí al 2013, totes elles amb una excel·lent acollida per part del públic.

## Biblioteca
El Museu Reina Sofia alberga una biblioteca d'accés lliure especialitzada en art, amb un fons que arriba a més de 100.000 llibres, 3.500 gravacions sonores i prop de 1.000 vídeos. La biblioteca està ubicada a l'ala de l'ampliació de Jean Nouvel, oberta a l'exterior a través de grans vidrieres, i amb una gran llum de cristall de la Real Fábrica de La Granja que presideix la sala de lectura.

## Edifici
L'edifici principal del museu és l'antic Hospital General de Madrid, un gran edifici neoclàssic del segle xviii encarregat per Carles III, dissenyat inicialment per José de Hermosilla i continuat posteriorment per Francesco Sabatini, tot i que només es va construir una part del projecte. L'edifici previst arribava fins al carrer Atocha i la façana principal que avui es veu havia de ser la d'uns dels patis interiors. El seu estat inacabat explica que no es fes pràcticament res de l'ornamentació, i això provoca el seu aspecte sever i despullat.
Es va salvar de la demolició en ser declarat edifici protegit, i a partir de 1980 es van fer renovacions i addicions extenses. El 1988 es van obrir parts del nou museu al públic, principalment per albergar exposicions temporals; aquell mateix any, un decret el va declarar Museu Nacional, fet que va obligar a replantejar-se les seves col·leccions amb la finalitat d'oferir un panorama convincent de l'art espanyol del segle xx. Precisament, la coexistència de les dos funcions, museu i centre d'exposicions, ha originat algunes friccions i crítiques, ja que es considera que no les pot cobrir per si mateix.
El desembre de l'any 2001 es va inaugurar la construcció d'una gran ampliació dissenyada per l'arquitecte francès Jean Nouvel sobre el solar de l'antiga seu central de l'Institut Nacional de Batxillerat a Distància (INBAD). Inaugurada el 26 de setembre de 2005, la seva planta té forma de triangle truncat i compta amb un pati central sota una coberta de color vermell, el seu element més peculiar.

### Galeria

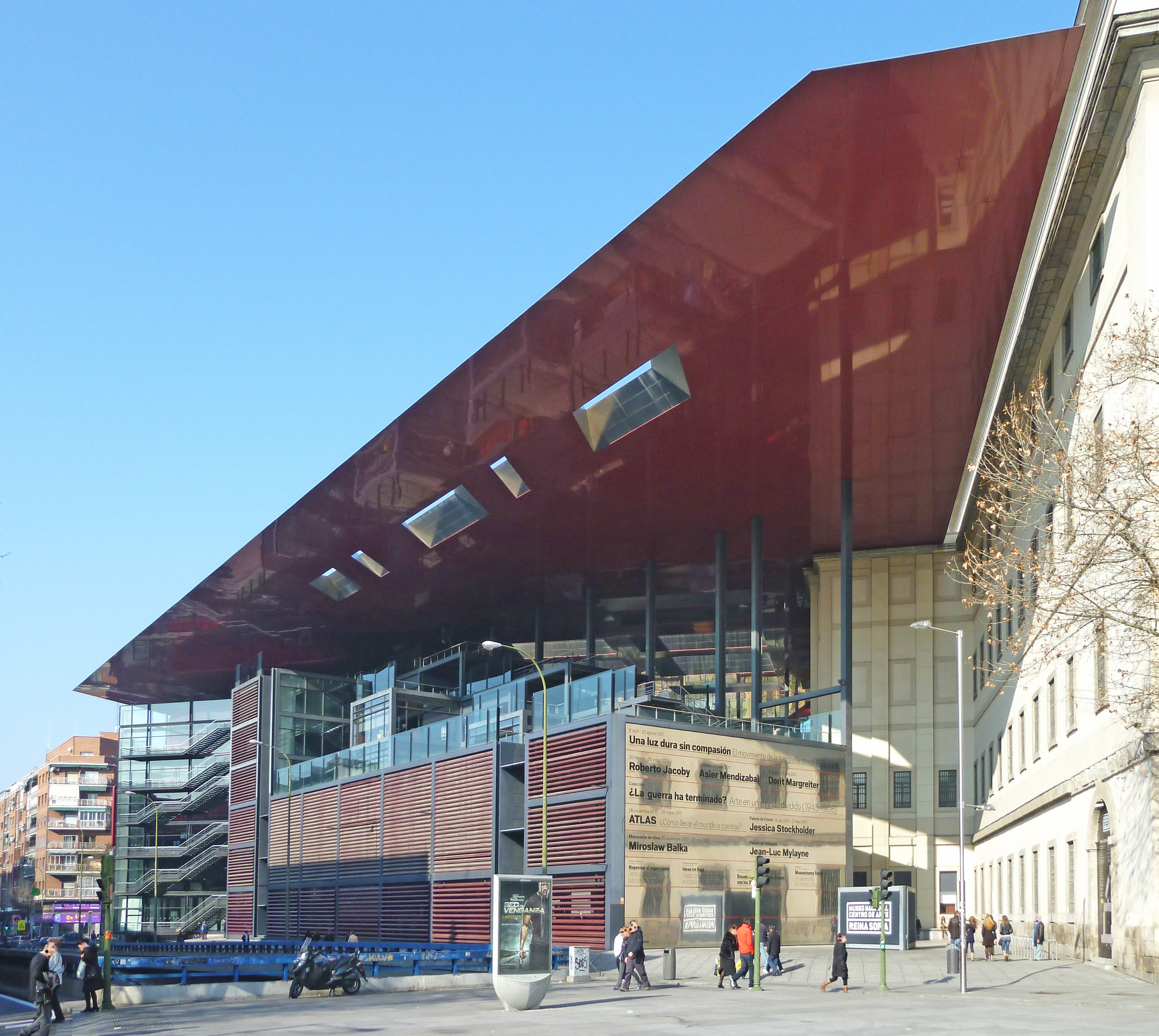
Extensió, Museu Reina Sofia
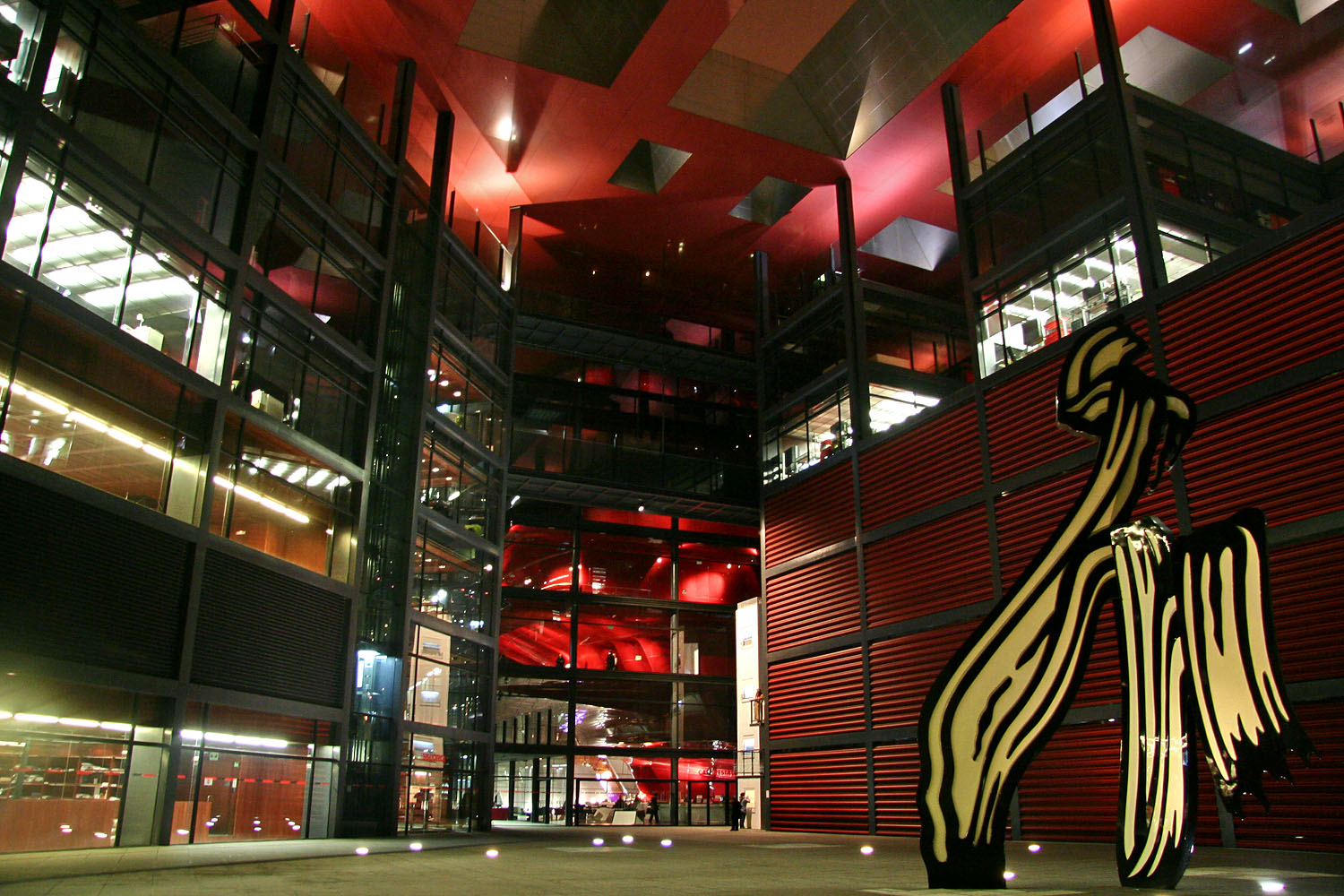
Museu Reina Sofia, Museu del pati.
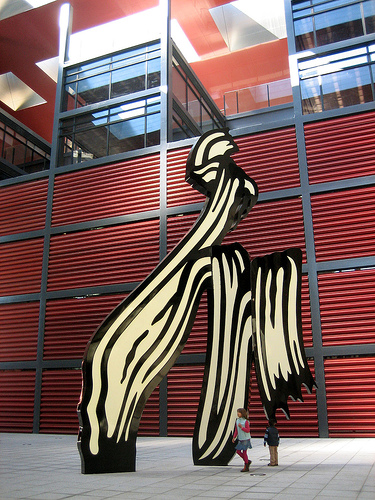
Museu Reina Sofia, Museu del pati.
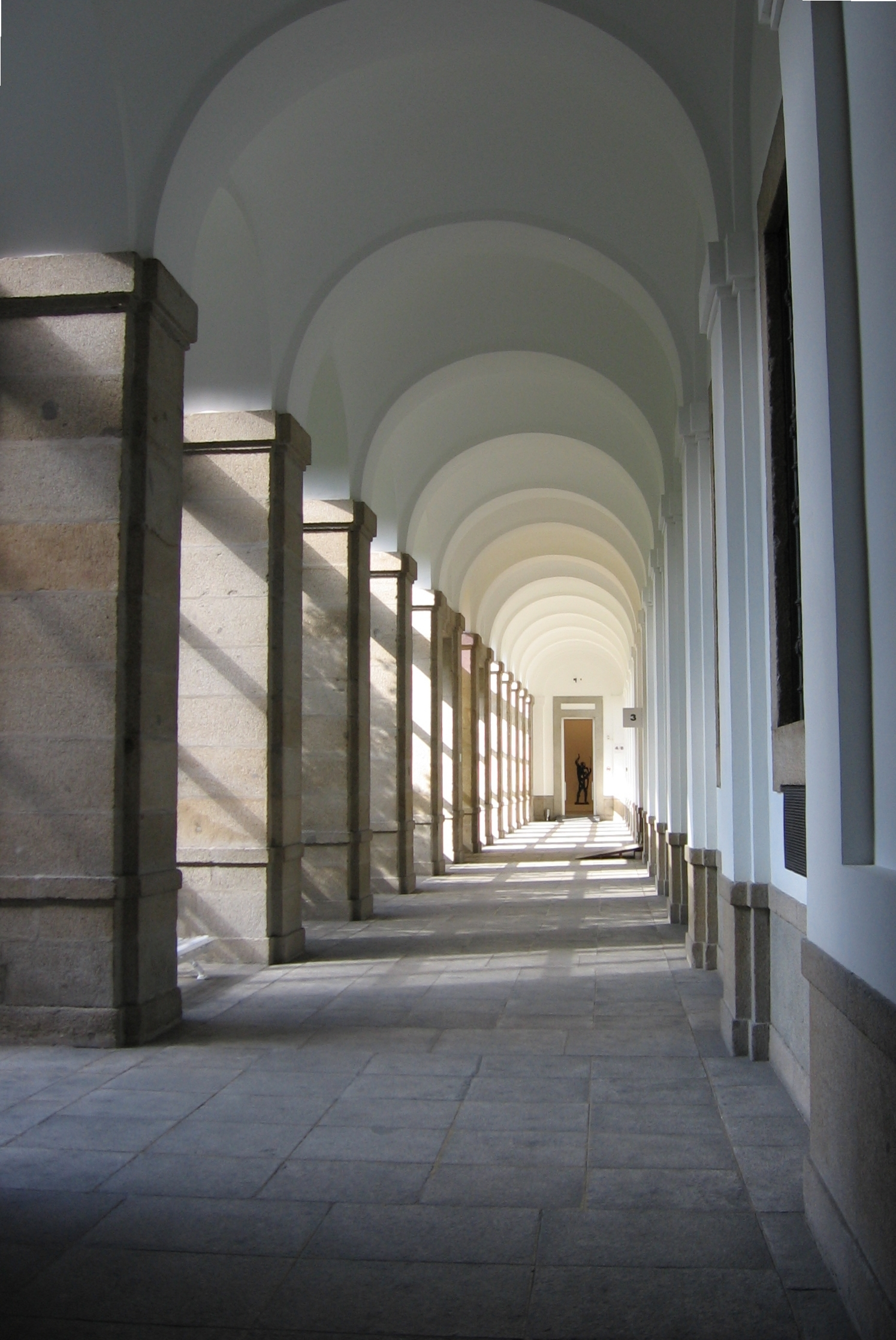
Museu Reina Sofia, Museu del pati.
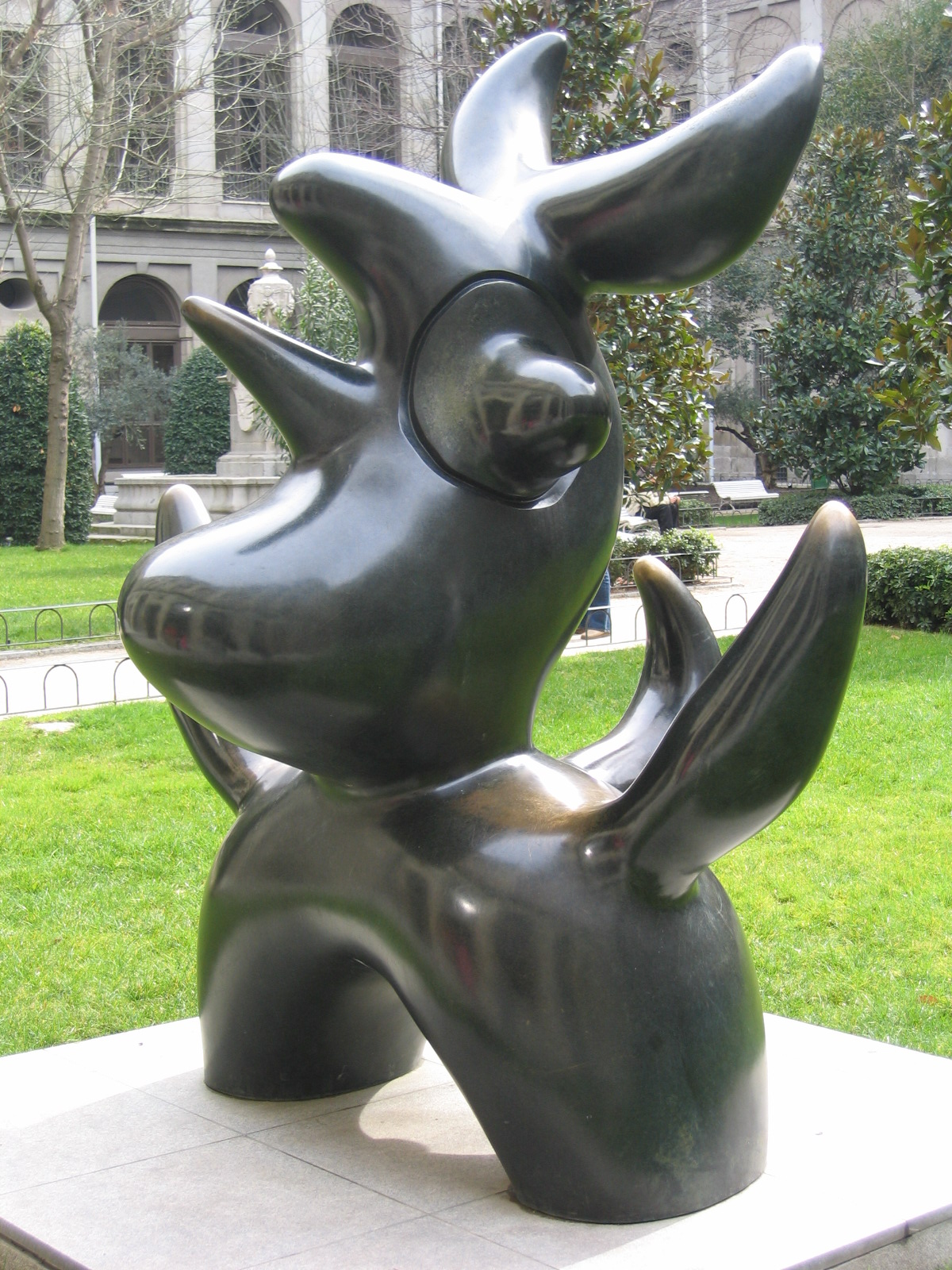
Escultura
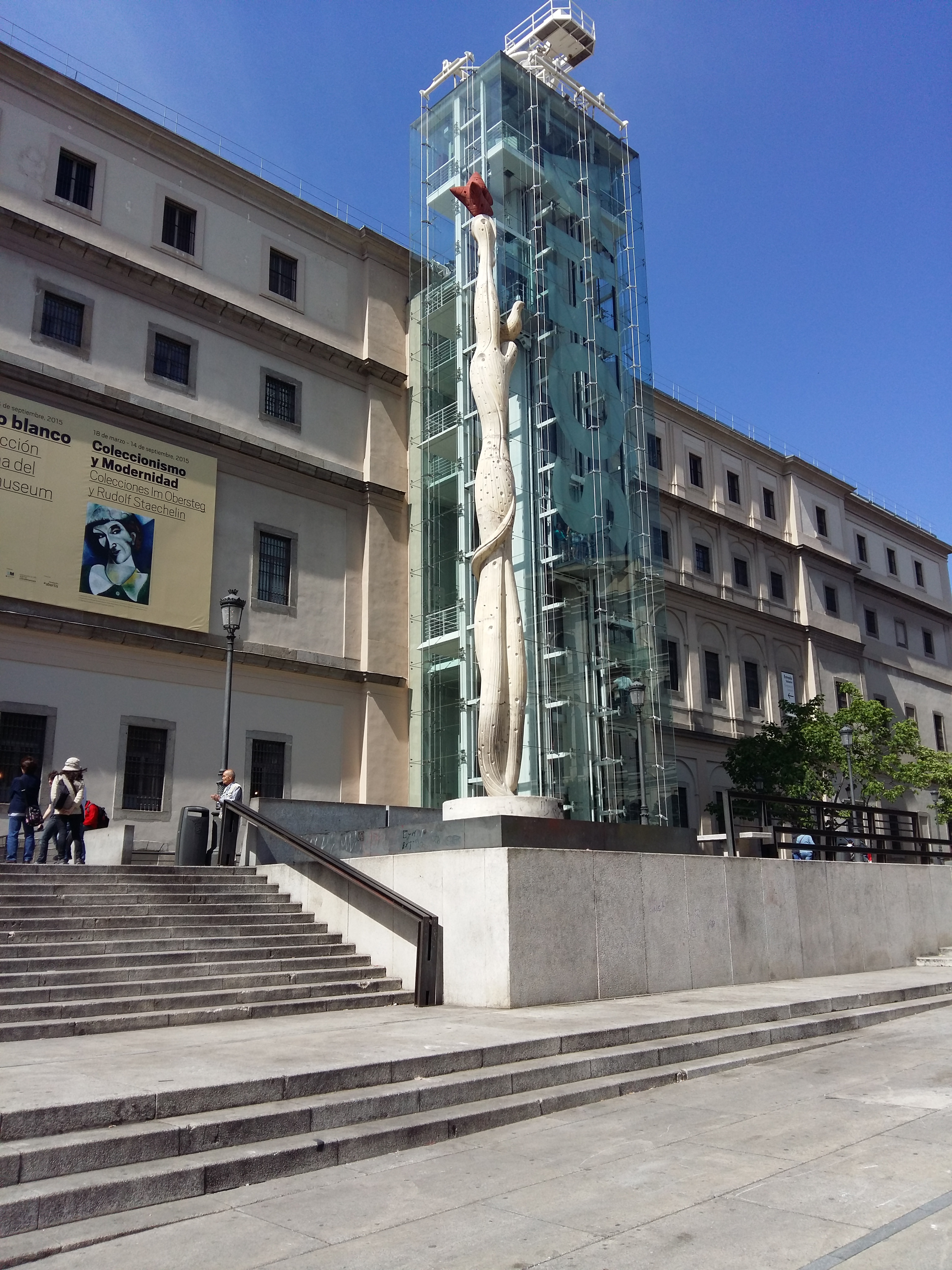
Entrada principal, Museu Reina Sofia